# 章克
章克（1902年—1990年），陈友仁以及宋庆龄流亡海外时期的秘书，南京汪精卫政权的宣传部次长。

## 早年
章克，原名章胜荣，浙江杭州人，1904年4月出生于基督教家庭，其祖母为美南长老会传教士司徒雷登家的女佣。1922年毕业于秀州中学，司徒雷登就任燕京大学校长时，他得以在燕京半工半读。章克在北京期间，1923年加入共青团，1924年转变为中国共产党党员，并担任交通员，为李大钊传递情报。1926年秋赴广州参加北伐。

## 陈友仁和宋庆龄的秘书
大革命期间，章克担任广州国民政府外交部长陈友仁的秘书、翻译（陈友仁不会中文）。1927年7月，武汉政府形势变化，章克受陈友仁指派，随同苏联顾问鲍罗廷以及陈友仁的两个儿子逃离武汉，经陆路从郑州、宁夏，穿过西北戈壁沙漠赴苏联，不久陈友仁、宋庆龄与邓演达三位国民党左派领袖均逃往莫斯科。章克担任他们的秘书，又受雇于莫斯科中山大学东方研究所任译员。1928年，宋庆龄离开苏联莫斯科，移居德国柏林，陈友仁派遣章克担任其秘书，负责提供生活上的照顾。1929 年秋赴美国哥伦比亚大学深造,后复应宋庆龄之召，回国协助邓演达等筹建中国国民党临时行动委员会(即今之中国农工民主党)，1930年该组织在上海正式成立后又被派往北京筹建该组织,并兼执教于北京大学经济系。1931 年夏同周谷城、郭冠杰、张宝衡等3人奉邓演达之意调往广州，筹建该组织,同时兼职中山大学教授。其时,邓演达在上海波捕,章克多次赴沪营救均无效,1931年11月邓被杀害。1933年秋，章克与陈友仁、章伯钧3人应李济深之邀，跟随陈友仁组建福建政府反蒋，失败后去香港。1937年抗战爆发后，章克赴武汉参加抗战，任中央青年干部训练团教官。武汉沦陷后,赴香港任宋庆龄陈友仁秘书，协助宋陈做国际宣传工作。一说章克亦同时为军统服务。1941 年12月日寇侵占香港.宋庆龄于九龙陷敌前天离港赴渝，章克与陈友仁滞留香港。陈友仁被日军拘捕，软禁于上海。章克系陈之秘书,随同来沪，靠借贷过活。后由前在邓演达手下工作的共产党员吕一峰之邀，参加潘汉年领导下的地下工作，被派往汪伪汉奸政府，任宣传部次长。

## 宣传部次长
1944年，陈友仁在上海去世。年底，受潘汉年指派，宣传部长林柏生推荐，章克出任南京汪精卫政权的宣传部次长，但是由于并非广东人，不被林柏生重用，甚至一度发生矛盾。和汪馥泉、吕一峰等人在南京创办《大公周刊》，消息来源来自塔斯社，发行量较大。由于该刊物登载敏感消息，日本派遣军总司令冈村宁次于1945年7月10日下令查封《大公》周刊。

## 入狱
1945年日本投降后，章克被军统以汉奸罪及通匪(指新四军)罪判重刑关押于上海提篮桥监狱，得到当时美驻华大使司徒雷登和军统负责人郑介民的帮助，仅判刑三年，一年后被假释出狱。

## 晚年
1952年奉命在圣约翰大学执教，院系调整后并入上海财经学院。1955年4月19日，章克因潘汉年反革命案被捕，1957年以汉奸、特务罪名被判刑12年，再次关押于上海提篮桥监狱，在狱中翻译了科技资料180余万字。曾与倪柝声、金鲁贤、杜沧白、谭伯鲁分在同一个政治学习小组。后转往北京秦城监狱。刑满后恰逢文化大革命期间，未能释放，直到1976年出狱。1978年以后平反，回到上海财经大学，退休后回到原籍。
1980年接宋庆龄函邀去京,宋热情接待,并通过邓颖超等为章克联系工作,但因潘案未平反，无法正式安排工作。
1984 年正式平反,法院撤销1955年判决，上海公安局通知上海财经大学,正式恢复了章克的教授职称和待遇。但其时，章克已届80高龄，即行退休，每月领取229元退休金。于1990年4月22日逝世于山东。